# Hintham
Hintham  é uma aldeia no município neerlandês de 's-Hertogenbosch, na província de Brabante do Norte com cerca de 5 860 habitantes (31 de dezembro de 2008, fonte: CBS).
Hintham divide-se em duas partes: Hintham-Noord e Hintham-Zuid, separadas pela rua Hintham. Antes da reorganização municipal de 1996, a aldeia pertencia ao extinto município de Rosmalen.
Diferentemente de outras aldeias do município de 's-Hertogenbosch, como Rosmalen, Empel, Engelen e Bokhoven, Hintham nunca foi um município independente. Isto também se aplica a Kruisstraat e Maliskamp.

## Cultura
- Centro Cultural De Biechten
- Igreja de Santa Ana